# Magpie (village)
Pour les articles homonymes, voir Magpie.
Magpie ("Pie" en français) est un village du Québec, au Canada, située sur la Côte-Nord, entre Rivière-au-Tonnerre et Rivière-Saint-Jean. Il est une localité dans la municipalité de Rivière-Saint-Jean.
Magpie compte environ 100 habitants permanents,.
Le village fut un important port de pêche à la morue au début du XXe siècle.
Un barrage hydroélectrique est construit sur la rivière du même nom à l'est du village.